# San Benedetto in Perillis
San Benedetto in Perillis település Olaszországban, Abruzzo régióban, L’Aquila megyében. Lakosainak száma 95 fő (2023. január 1.). San Benedetto in Perillis Acciano, Molina Aterno, Navelli, Popoli Terme, Vittorito és Collepietro községekkel határos.

## Népesség
A település lakossága az elmúlt években az alábbi módon változott:
| Lakosok száma | 107  | 103  | 95   |
|               | 2017 | 2018 | 2023 |